# 라 파밀리아 데 알 라도
《라 파밀리아 데 알 라도》(스페인어: La familia de al lado)는 2010년 방영된 칠레의 텔레노벨라이다.